# Hadena marmica
Hadena marmica là một loài bướm đêm trong họ Noctuidae.